# Juatuba
Juatuba es un municipio brasileño del estado de Minas Gerais. Su población estimada en 2018 es de 26 484 habitantes, según el Instituto Brasileño de Geografía y Estadística (IBGE). Integra la región metropolitana de Belo Horizonte.

## Toponimia
El nombre del municipio, antes conocido como Varginha, tiene origen indígena, fue adoptado en 1911 y significa, Sitio de los Juás (Solanum viarum) debido a la abundancia en el local de este fruto.

## Historia
El pueblo de Juatuba surgió alrededor de la estación ferroviaria de la antigua red ferroviaria minera, llegando a alcanzar una gran expansión urbana a partir de los años 1970, en el período de industrialización. Fue creado como distrito en 1948, subordinado al municipio de Mateus Leme. Alcanzó la autonomía municipal en 1992.

## Clima
Según la clasificación climática de Köppen, el municipio se encuentra en el clima tropical de altitud Cwa.